# Élections sénatoriales de 2011 dans l'Oise
Les élections sénatoriales dans l'Oise ont lieu le dimanche 25 septembre 2011. Elles ont pour but d'élire les sénateurs représentant le département au Sénat pour un mandat de six années.

## Contexte départemental
Lors des élections sénatoriales de 2001 dans l'Oise, trois sénateurs ont été élus selon un mode de scrutin proportionnel : deux RPR et un PS.
Depuis, tous les effectifs du collège électoral des grands électeurs ont été renouvelés, avec les élections législatives françaises de 2007, les élections régionales françaises de 2010, les élections cantonales de 2008 et 2011 et les élections municipales françaises de 2008.
Le conseil général de l'Oise est présidé par le Parti socialiste depuis 2004. La gauche a remporté 6 sièges lors des élections cantonales de 2011, 5 sièges lors des  régionales de 2010 et avait pris à la droite la mairie de 3 villes de plus de 3500 habitants : Nogent-Sur-Oise, Noyon, Pont-Sainte-Maxence, lors des élections municipales locales de 2008. Toutefois, on peut noter que les deux principales villes de l'Oise, Beauvais et Compiègne ont confirmé leur ancrage à droite.
À la suite de la réforme du Sénat, l'Oise compte 4 sénateurs au lieu de 3.

## Sénateurs sortants
| Sénateur | Sénateur        | Parti | Fonctions lors de l'élection en 2001      |
| -------- | --------------- | ----- | ----------------------------------------- |
|          | André Vantomme  | PS    | Conseiller général                        |
|          | Philippe Marini | UMP   | Maire de Compiègne                        |
|          | Alain Vasselle  | UMP   | Conseiller général, maire d'Oursel-Maison |

## Présentation des listes et des candidats
Les nouveaux représentants sont élus pour une législature de 6 ans au suffrage universel indirect par les 2244 grands électeurs du département. Dans l'Oise, les sénateurs sont élus au scrutin proportionnel plurinominal. Compte tenu des évolutions démographiques, leur nombre change en 2011, passant de 3 à 4 sénateurs à élire et 6 candidats doivent être présentés sur la liste pour qu'elle soit validée. Chaque liste de candidats est obligatoirement paritaire et alterne entre les hommes et les femmes. Six listes ont été déposées dans le département, présentées ici dans l'ordre de leur dépôt à la préfecture de Beauvais et selon l'intitulé figurant aux dossiers de candidature.

### Front national
| N° | Candidat | Candidat             | Parti | Mandat(s)/fonction(s) au jour de l'élection        |
| -- | -------- | -------------------- | ----- | -------------------------------------------------- |
| 01 |          | Michel Guiniot       | FN    | Conseiller régional, conseiller municipal de Noyon |
| 02 |          | Sandrine Leroy       | FN    | Conseillère régionale                              |
| 03 |          | André Fouchard       | FN    | Conseiller régional                                |
| 04 |          | Mylène Troszczynski  | FN    | Conseillère régionale                              |
| 05 |          | Jean-Paul Letourneur | FN    |                                                    |
| 06 |          | Christelle Simon     | FN    | Conseillère régionale                              |

### Union pour un mouvement populaire
| N° | Candidat | Candidat        | Parti | Mandat(s)/fonction(s) au jour de l'élection                 |
| -- | -------- | --------------- | ----- | ----------------------------------------------------------- |
| 01 |          | Philippe Marini | UMP   | Sénateur sortant, maire de Compiègne                        |
| 02 |          | Caroline Cayeux | UMP   | Conseillère régionale, maire de Beauvais                    |
| 03 |          | Alain Vasselle  | UMP   | Sénateur sortant, conseiller général, maire d'Oursel-Maison |
| 04 |          | Alain Letellier | UMP   | Conseiller général, maire de Saint-Crépin-Ibouvillers       |
| 05 |          | Nadège Lefebvre | UMP   | Maire de Lachapelle-aux-Pots                                |
| 06 |          | Corry Neau      | UMP   | Adjointe au maire de Vineuil-Saint-Firmin                   |

### Parti socialiste - Mouvement républicain et citoyen
| N° | Candidats | Candidats          | Parti | Mandat(s)/fonction(s) au jour de l'élection     |
| -- | --------- | ------------------ | ----- | ----------------------------------------------- |
| 01 |           | Yves Rome          | PS    | Président du conseil général                    |
| 02 |           | Laurence Rossignol | PS    | Vice-présidente du conseil régional             |
| 03 |           | Jean-Pierre Bosino | PCF   | Maire de Montataire                             |
| 04 |           | Valérie Menn       | PS    | Adjointe au maire de Liancourt                  |
| 05 |           | Charles Pouplin    | PS    | Conseiller général, maire d'Estrées-Saint-Denis |
| 06 |           | Renza Fresch       | PS    | Conseillère régionale, maire de Venette         |

### Parti de la France - Nouvelle droite populaire - Mouvement national républicain
| N° | Candidat | Candidat                | Parti | Mandat(s)/fonction(s) au jour de l'élection |
| -- | -------- | ----------------------- | ----- | ------------------------------------------- |
| 01 |          | Thomas Joly             | PDF   |                                             |
| 02 |          | Annie Fouet             | PDF   |                                             |
| 03 |          | Johnny Le Brun          | PDF   | Conseiller municipal de Goincourt           |
| 04 |          | Monique Chapel          | PDF   |                                             |
| 05 |          | Jean-Francis Bocquillet | MNR   |                                             |
| 06 |          | Solange Reuzeau         | NDP   |                                             |

### Divers gauche
| N° | Candidat | Candidat          | Parti | Mandat(s)/fonction(s) au jour de l'élection |
| -- | -------- | ----------------- | ----- | ------------------------------------------- |
| 01 |          | Djamal Benkherouf | DVG   | Adjoint au maire de Nogent-sur-Oise         |
| 02 |          | Alexandre Bohm    | DVG   |                                             |
| 03 |          | Sofiane Elhamouyl | DVG   |                                             |
| 04 |          | Brigitte Louis    | DVG   |                                             |
| 05 |          | Abdoulaye Sow     | DVG   |                                             |
| 06 |          | Maghnia Embarek   | DVG   |                                             |

### Sans étiquette
| N° | Candidat | Candidat                  | Parti | Mandat(s)/fonction(s) au jour de l'élection    |
| -- | -------- | ------------------------- | ----- | ---------------------------------------------- |
| 01 |          | Claude Gouigoux           | DVD   |                                                |
| 02 |          | Anne Curan-Bidaut         | DVD   | Conseillère municipale de Lamorlaye            |
| 03 |          | Amaury Delesalle          | MoDem |                                                |
| 04 |          | Christine Oliviero        | DVD   |                                                |
| 05 |          | Gérard Degrande           | DVD   | Conseiller municipal de Brétigny               |
| 06 |          | Marie-Claude Gamain-Paret | DVD   | Conseillère municipale de Margny-lès-Compiègne |

## Résultats
| Tête de liste                                                                                      | Tête de liste            | Liste                            | Voix  | %     | Élus |  |
| -------------------------------------------------------------------------------------------------- | ------------------------ | -------------------------------- | ----- | ----- | ---- |  |
| | Philippe Marini          | Majorité présidentielle (UMP)    | 1 202 | 54,86 | 2    |  |
| L'Oise unie                                                                                        |                          |                                  | 1 202 | 54,86 | 2    |  |
| | Yves Rome                | Parti socialiste (PCF)           | 890   | 40,62 | 2    |  |
| Pour des territoires solidaires, une nouvelle majorité des forces de gauche et de progrès au Sénat |                          |                                  | 890   | 40,62 | 2    |  |
| | Michel Guiniot           | Front national                   | 66    | 3,01  | 0    |  |
| Front national pour la défense des communes de France                                              |                          |                                  | 66    | 3,01  | 0    |  |
| | Claude Gouigoux          | Divers droite (MoDem)            | 29    | 1,32  | 0    |  |
| Un élu doit servir sans se servir                                                                  |                          |                                  | 29    | 1,32  | 0    |  |
| | Thomas Joly              | Extrême droite (PDF - MNR - NDP) | 4     | 0,18  | 0    |  |
| Union de la droite nationale                                                                       |                          |                                  | 4     | 0,18  | 0    |  |
| | Djamal Benkherouf        | Divers gauche                    | 0     | 0,00  | 0    |  |
| Osez Benkherouf                                                                                    |                          |                                  | 0     | 0,00  | 0    |  |
| |                          |                                  |       |       |      |  |
| Suffrages exprimés                                                                                 | Suffrages exprimés       | Suffrages exprimés               | 2 191 | 98,56 |      |  |
| Votes blancs et nuls                                                                               | Votes blancs et nuls     | Votes blancs et nuls             | 32    | 1,44  |      |  |
| Total                                                                                              | Total                    | Total                            | 2 223 | 100   | 4    |  |
| Abstention                                                                                         | Abstention               | Abstention                       | 17    | 0,76  |      |  |
| Inscrits / participation                                                                           | Inscrits / participation | Inscrits / participation         | 2 240 | 99,24 |      |  |

### Sénateurs élus
| Sénateur | Sénateur           | Parti |
| -------- | ------------------ | ----- |
|          | Yves Rome          | PS    |
|          | Laurence Rossignol | PS    |
|          | Philippe Marini    | UMP   |
|          | Caroline Cayeux    | UMP   |